# Mageshima
Mageshima (jap. 馬毛島) ist eine der Satsunan-Inseln und wird normalerweise den Ōsumi-Inseln der Ryukyu-Inselkette zugeordnet, die zur japanischen Präfektur Kagoshima gehören. Das Kanji 島 (Umschrift: Jima bzw. Shima) bedeutet Insel, daher gibt es im Deutschen noch die Schreibweisen: Magejima oder Insel Mage.

## Geographie, Geologie und Klima
Mageshima liegt 12 Kilometer (6,5 Seemeilen) westlich von Tanegashima. Die Insel ist vulkanischen Ursprungs und hat eine Fläche von etwa 8,2 Quadratkilometern und einen Umfang von 16,5 Kilometern. Die höchste Erhebung der Insel ist Takenokoshi (岳之越) mit einer Höhe von 71,7 Metern über dem Meeresspiegel in der Mitte der Insel. Das Gelände ist größtenteils niedrig und flach. Die Insel hat keine Flüsse und ihre Geologie ist nicht für die Landwirtschaft geeignet.
Das Klima der Insel wird als subtropisch eingestuft, die Regenzeit dauert von Mai bis September.

## Flora und Fauna
Auf der Insel gibt es Sikahirsche, deren Bestand ist aber durch Abholzung und den Ausbau zur Militärbasis bedroht. In der Meeresumgebung gibt es gute Fischgründe.

## Geschichte

### Kamakura-Zeit bis Nachkriegszeit
Mageshima ist seit der Kamakura-Zeit (1185–1333 n. Chr.) zumindest zeitweise bewohnt, da es von Fischern aus dem benachbarten Tanegashima als Operationsbasis genutzt wurde. Die Bewohner wurden im Zweiten Weltkrieg aus Sicherheitsgründen evakuiert. Im Jahr 1951 wurde versucht, die Insel mit staatlicher Unterstützung zu kolonisieren, und die Inselbevölkerung erreichte 1958 einen Höchststand von 528 Menschen in 113 Haushalten. Die Wirtschaft der Insel basierte auf der Produktion von Zuckerrohr und Essig und kommerzieller Fischfang. Allerdings führten Schwierigkeiten in der Landwirtschaft aufgrund von Schädlingen und ausländischer Konkurrenz dazu, dass viele Inselbewohner ab Ende der 1960er Jahre die Insel verließen.

### Unbewohnte Phase
Im Jahr 1974 startete die Heiwa Sogo Bank ein Resort-Projekt und brachte Pläne für den Bau der nationalen Ölreserve auf der Insel in Umlauf, aber keiner der Pläne wurde verwirklicht. Im März 1980 verließ der letzte Bewohner die Insel.
1995 erwarb eine Tochtergesellschaft von Tateishi Construction die Insel und kündigte Pläne an, auf der Insel einen Landeplatz für das japanische Raumflugzeug Hope zu errichten. Darüber hinaus wurden weitere Pläne zur Errichtung eines Lagers für abgebrannte Kernbrennstoffe angekündigt. Anschließend wurden jedoch keine Bauarbeiten durchgeführt und das Hope-Projekt selbst wurde 2003 abgebrochen.

### Aktuelle Entwicklung
2005 lebten 15 Einwohner auf der Insel.
Im Jahr 2009 wollte ein lokales Unternehmen hier eine Start- und Landebahn einrichten, die Insel als Übungsgelände an die US-Navy verpachten. Das Projekt scheiterte damals an einem Skandal um angeblichen Steuerbetrug.
Die Insel ist zum Großteil abgeholzt und wird seit Januar 2023 zu einer Militärbasis ausgebaut, das neben den japanischen Luftstreitkräften auch die USA nutzen werden.
Die US-Kampfflugzeuge, die bisher auf der japanischen Insel Iwo Jima im Pazifik stationiert sind, sollen auf der Insel Mageshima in Zukunft näher an den Ort des möglichen Einsatzgebietes (Taiwan) rücken. Dafür hatte die japanische Regierung die Insel laut Japan Times für umgerechnete 146 Millionen Dollar von der Präfektur Kagoshima gekauft.
Die japanischen Luftselbstverteidigungsstreitkräfte (JASDF) planen hier ihre bestellten F-35B zu stationieren. Diese Variante der „Lightning II“ wird analog der F-35A von der JASDF betrieben. Sie werden jedoch primär der Marine für den Einsatz auf deren Flugzeugträgern der Izumo-Klasse zur Verfügung gestellt. Die F-35B ist das erste Trägerkampfflugzeug Japans nach 1945.
Auf Grund von Bauverzögerungen soll die Basis erst 2030 eröffnet werden, drei Jahre später als anfänglich geplant.